# دراج اشلگل
دراج اشلگل (نام علمی: Francolinus schlegelii) نام یک گونه از سرده دراج است.